# Шварн Данилович

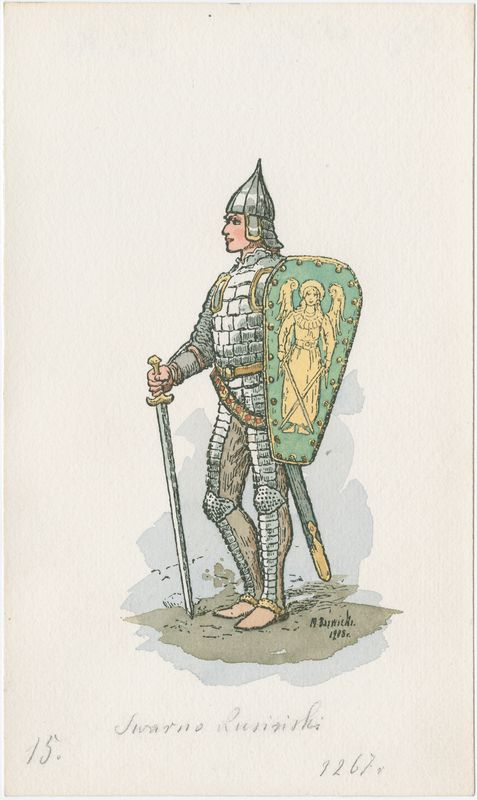
Воображаемый портрет великого князя литовского Шварна Даниловича (Мечислав Барвицкий)

Шварн Дани́лович (Шва́рно, в некоторых источниках Сваромир; род. ок. 1236/1240 — ум. ок. 1269) — князь холмский (1264—1269), соправитель своего старшего брата — галицкого князя Льва Даниловича (1264—1269), великий князь литовский (1267/1268—1269), третий сын Даниила Романовича Галицкого и Анны Мстиславны Смоленской, из волынской ветви Рюриковичей.

## Этимологии имени
Имя Шварн для Рюриковичей является необычным и в этом роду единственным. В Галицко-Волынской летописи это имя звучало как «Шварно», а в польской хронике как «Swarno».
Христианское имя князя неизвестно, но предполагались различные варианты. Историк-славист и палеограф М. В. Щепкина предлагала считать это имя галицко-волынским произношением латинского имени Северин. Не исключена также возможность имянаречения Георгием (Юрием, Гюргием) по ошибочному документу, гипотезу о чём выдвинул в 1985 году польский историк-русист профессор Варшавского университета Иероним Граля, выводы которого поддержали некоторые российские исследователи.
Существует и версия о древнеславянском происхождении имени, возможно, являющемся вариантом Сваромир, корень которого происходит от праславянского слова, означавшего ссору, раздор или брань (ср. чешск., словацк. svár — «ссора, раздор, распря»). Византийский историк Агафий Миринейский упоминает в своем труде «О царствовании Юстиниана» славянского воина по имени Сваруна, отличившегося в войне 555—556 гг. против восставших на Кавказе мисимиян.
В западнославянских языках, например чешском и словацком, имеется слово švarný в значении «красивый», «ладный», «опрятный». Личные имена с подобным корнем за пределами Руси, не исключая Европу, в том числе Чехию, практически не встречаются. Версия о чешском происхождении супруги князя Всеволода Большое Гнездо Марии Шварновны в настоящее время оспаривается, более вероятными признаются её «ясские» (аланские) корни, подтверждённые антропологическим исследованием её останков. Вместе с тем, в Ипатьевской летописи упоминается живший в XII веке киевский воевода Шварн, возможно, новгородского и чешского происхождения.

## Биография
Родился Шварн приблизительно в 1236—1240 годах, через несколько лет после рождения его старшего брата Льва. Вместе с отцом он принимал участие в событиях 1245 года, когда на Перемышль и Ярославль обрушились венгры и поляки.
Примерно в 1254—1255 годах Шварн вступил в брак с дочерью правителя Великого княжества Литовского Миндовга, но брак оказался бездетным. Помогал его сыну Войшелку в войне против Мазурии.
После смерти отца, Даниила Галицкого в 1264 году Шварн получил в удел Холмщину, а также Червенскую землю и Дрогичин. Он фактически стал соправителем старшего брата — галицкого князя Льва. При этом статус Шварна подчеркивался тем, что, хотя Лев и держал Галич. — древнюю столицу, по которой было названо княжество, именно Холм, построенный Даниилом Галицким, являлся княжеской резиденцией (т. н. излюбленным городом).
После насильственной смерти Миндовга в 1264 году Шварн в союзе с Войшелком (братом своей жены) и своим дядей, волынским князем Василько Романовичем, помог сыну Миндовга завладеть большой частью Литвы, Нальшанами и Дзяволтвой и занять великокняжеский престол. В 1267 году Войшелк, принял решение оставить княжение и удалиться в монастырь на Волыни под защиту своего покровителя Василько Романовича. Самого младшего брата Даниила Галицкого Войшелк называл «отцом и господином». После этого Великое княжение Литовское перешло к Шварну. Тот просил Войшелка княжить совместно с ним, но сын Миндовга отказался наотрез. В апреле 1267 года Войшелк был убит князем Львом Даниловичем, который претендовал на владения младшего брата в Галицко-Волынском и Литовском княжествах. После этого положение Шварна в Литве стало шатким, хотя он продолжал ориентироваться на военный союз со своим дядей, Василько Романовичем. Шварн не имел кровных связей с литовскими княжескими родами.
В 1269 году умер союзник и дядя Шварна, князь волынский Василько Романович. В этом же году умер и сам Шварн Данилович, однако обстоятельства его смерти неизвестны. Историк Эдвардас Гудавичюс считает, что Тройден (сын князя Вита) изгнал Шварна из Литвы. Это подтверждается тем, что Шварн умер в своем русском владении — Холме. Согласно Ипатьевской летописи, он был похоронен в том же кафедральном соборе, где покоился гроб его отца. Волости Шварна на Руси достались его брату Льву Даниловичу.